# Tony Chimel
Anthony Chimel (Cherry Hill Mall (New Jersey), 11 oktober 1967), beter bekend als Tony Chimel, is een Amerikaans ringomroeper in het professioneel worstelen, die werkt voor de World Wrestling Entertainment (WWE). Chimel is momenteel aan de slag bij WWE SmackDown als ring omroeper.

## Job titels
- voormalig WWE Sunday Night HEAT Ring Announcer
- voormalig WWE Velocity Ring Announcer
- voormalig WWE Pyrotechnician
- voormalig WWE Raw Announcer
- voormalig ECW On Sci Fi Ringomroeper
- huidig WWE Pay-Per-View Ringomroeper
- huidig WWE SmackDown Ringomroeper